# Bozhou, Zunyi
Bozhou är ett stadsdistrikt i  Zunyis stad på prefekturnivå i Guizhou-provinsen i sydvästra Kina. 
Distriktet var fram till 2016 ett härad med namnet Zunyi (kinesiska: 遵义县; pinyin: Zūnyì xiàn). Zunyi, tidigare stavat Tsunyi, bestod av de delar som blev över av häradet då dess centrala delar blev ombildade till stadsdistrikt i staden med samma namn.